# Canton de Lot et Montbazinois
Le canton de Lot et Montbazinois est une circonscription électorale française du département de l'Aveyron, créée par le décret du 21 février 2014 et entrée en vigueur lors des élections départementales de 2015.

## Histoire
Un nouveau découpage territorial de l'Aveyron entre en vigueur en mars 2015, défini par le décret du 21 février 2014, en application des lois du 17 mai 2013 (loi organique 2013-402 et loi 2013-403). Les conseillers départementaux sont, à compter de ces élections, élus au scrutin majoritaire binominal mixte. Les électeurs de chaque canton élisent au Conseil départemental, nouvelle appellation du Conseil général, deux membres de sexe différent, qui se présentent en binôme de candidats. Les conseillers départementaux sont élus pour 6 ans au scrutin binominal majoritaire à deux tours, l'accès au second tour nécessitant 12,5 % des inscrits au premier tour. En outre la totalité des conseillers départementaux est renouvelée. Ce nouveau mode de scrutin nécessite un redécoupage des cantons dont le nombre est divisé par deux avec arrondi à l'unité impaire supérieure. En Aveyron, le nombre de cantons passe ainsi de 46 à 23. Le canton de Lot et Montbazinois fait partie des vingt et un nouveaux cantons du département, deux cantons conservant leur dénomination (Saint-Affrique et Villefranche-de-Rouergue).

## Représentation
| Période élective | Période élective | Mandat | Mandat   | Identité           | Nuance | Nuance | Qualité |
| ---------------- | ---------------- | ------ | -------- | ------------------ | ------ | ------ | --- |
| 2015             | 2021             | 2015   | 2021     | Bertrand Cavalerie |        | PS     | Consultant en ressources humaines Ancien Conseiller général du canton de Capdenac-Gare (2008-2015) 1er adjoint au maire de Capdenac-Gare |
| 2015             | 2021             | 2015   | 2021     | Cathy Mouly        |        | DVG    | Agricultrice 1re adjointe au maire de Peyrusse-le-Roc                                                                                    |
| 2021             | 2028             | 2021   | en cours | Bertrand Cavalerie |        | PS     | 1er adjoint au maire de Capdenac-Gare |
| 2021             | 2028             | 2021   | en cours | Cathy Mouly        |        | DVG    | Agricultrice 1re adjointe au maire de Peyrusse-le-Roc                                                                                    |

### Résultats détaillés

#### Élections de mars 2015
À l'issue du premier tour des élections départementales de 2015, deux binômes sont en ballotage : Bertrand Cavalerie et Cathy Mouly (PS, 46,55 %) et Christophe Pourcel et Joëlle Tournier (UDI, 28,86 %). Le taux de participation est de 64,48 % (5 910 votants sur 9 166 inscrits) contre 59,71 % au niveau départemental et 50,17 % au niveau national.
Au second tour, Bertrand Cavalerie et Cathy Mouly (PS) sont élus avec 59,2 % des suffrages exprimés et un taux de participation de 62,76 %, soit près d'un millier de voix d'écart (3 125 voix pour 5 753 votants et 9 166 inscrits).

#### Élections de juin 2021
Le premier tour des élections départementales de 2021 est marqué par un très faible taux de participation (33,26 % au niveau national). Dans le canton de Lot et Montbazinois, ce taux de participation est de 41,63 % (3 825 votants sur 9 188 inscrits) contre 43,28 % au niveau départemental. À l'issue de ce premier tour,  le binôme constitué de Bertrand Cavalerie et Cathy Mouly (Union à gauche avec des écologistes, 100 %), est élu avec 100 % des suffrages exprimés.

## Composition
Le canton de Lot et Montbazinois est composé de seize communes entières.
| Nom                                   | Code Insee | Intercommunalité            | Superficie (km2) | Population (dernière pop. légale) | Densité (hab./km2) | Modifier                                    |
| ------------------------------------- | ---------- | --------------------------- | ---------------- | --------------------------------- | ------------------ | ------------------------------------------- |
| Capdenac-Gare (bureau centralisateur) | 12052      | CC Grand-Figeac             | 20,21            | 4 394 (2022)                      | 217                | modifier les données · modifier les données |
| Les Albres                            | 12003      | CC du Plateau de Montbazens | 15,22            | 344 (2022)                        | 23                 | modifier les données · modifier les données |
| Asprières                             | 12012      | CC Grand-Figeac             | 17,09            | 770 (2022)                        | 45                 | modifier les données · modifier les données |
| Balaguier-d'Olt                       | 12018      | CC Grand-Figeac             | 10,84            | 175 (2022)                        | 16                 | modifier les données · modifier les données |
| Bouillac                              | 12030      | CC Decazeville Communauté   | 8,20             | 368 (2022)                        | 45                 | modifier les données · modifier les données |
| Causse-et-Diège                       | 12257      | CC Grand-Figeac             | 29,85            | 783 (2022)                        | 26                 | modifier les données · modifier les données |
| Foissac                               | 12104      | CC Ouest Aveyron Communauté | 9,68             | 470 (2022)                        | 49                 | modifier les données · modifier les données |
| Galgan                                | 12108      | CC du Plateau de Montbazens | 20,37            | 367 (2022)                        | 18                 | modifier les données · modifier les données |
| Lugan                                 | 12134      | CC du Plateau de Montbazens | 12,61            | 359 (2022)                        | 28                 | modifier les données · modifier les données |
| Montbazens                            | 12148      | CC du Plateau de Montbazens | 17,48            | 1 444 (2022)                      | 83                 | modifier les données · modifier les données |
| Naussac                               | 12170      | CC Ouest Aveyron Communauté | 14,70            | 414 (2022)                        | 28                 | modifier les données · modifier les données |
| Peyrusse-le-Roc                       | 12181      | CC du Plateau de Montbazens | 13,81            | 202 (2022)                        | 15                 | modifier les données · modifier les données |
| Roussennac                            | 12206      | CC du Plateau de Montbazens | 17,27            | 618 (2022)                        | 36                 | modifier les données · modifier les données |
| Salles-Courbatiès                     | 12252      | CC Ouest Aveyron Communauté | 13,35            | 480 (2022)                        | 36                 | modifier les données · modifier les données |
| Sonnac                                | 12272      | CC Grand-Figeac             | 11,98            | 517 (2022)                        | 43                 | modifier les données · modifier les données |
| Valzergues                            | 12289      | CC du Plateau de Montbazens | 6,49             | 204 (2022)                        | 31                 | modifier les données · modifier les données |
| Canton de Lot et Montbazinois         | 1208       |                             | 239,15           | 11 909 (2022)                     | 50                 | modifier les données                        |

## Démographie
En 2022, le canton comptait 11 909 habitants, en évolution de +0,34 % par rapport à 2016 (Aveyron : +0,37 %, France hors Mayotte : +2,11 %).
| 2013   | 2018   | 2022   |
| ------ | ------ | ------ |
| 11 677 | 11 866 | 11 909 |